# Веля, Юрий
Ю́рий Ве́ля (в.-луж. Jurij Wjela, 4 марта 1892 года, Кубшицы, Саксония, Германия — 6 апреля 1969 года, Будишин, ГДР) — лужицкий писатель и педагог. Писал на верхнелужицком языке.

## Биография
Родился 4 марта 1892 года в городе Кубшицы. С 1907 года по 1913 год обучался в педагогическом училище в Будишине. В 1911 году вступил в члены лужицкого культурно-просветительского общества «Матица сербская». С 1913 года по 1916 год работал учителем в селе Несвачидло. С 1919 года учительствовал в селе Комарово около города Ракецы и с 1927 года по 1937 год — в городе Букецы. В 1937 году был выслан нацистскими властями из Лужицы и преподавал в селе Нойзальц- Шпремберг. В 1945 году возвратился на родину и стал работать заведующим школьного отдела лужицкой культурно-общественной организации «Домовина». С 1948 года по 1952 год преподавал в Высшей сербской школе в Будишине. С 1952 года по 1957 год работал в городском отделе лужицкого школьного образования в Будишине.
В 1957 году вышел на пенсию. Проживал в Будишине, где скончался 6 апреля 1969 года. Похоронен на Тухорском кладбище в Будишине.

## Сочинения
- Knjez a roboćan, 1931;
- Zhubjena njewjesta, 1935;
- Paliwaka, 1936;
- Naš statok, 1937;
- Lehrgang der sorbischen Sprache, учебник лужицкого языка, 1956;
- Jan Michał Budar mjez roboćanami, 1956;
- Woheń nad Bukecami, 1959;
- Wučer mjez ludom, автобиография, 1962;
- Bjez prócy a potu njepřindźeš k złotu, 1965;
- Robotow pal njebě kónc, 1966;
- Pětr z Přišec, роман, 1968.

## Награды
- Лауреат премии имени Якуба Чишинского (1968).